# Rhinolophus mehelyi
Il ferro di cavallo di Mehely (Rhinolophus mehelyi Matschie, 1901) è un pipistrello della famiglia dei Rinolofidi diffuso nell'Ecozona paleartica.

## Descrizione

### Dimensioni
Pipistrello di medie dimensioni, con la lunghezza della testa e del corpo tra 42 e 64 mm, la lunghezza dell'avambraccio tra 47 e 56 mm, la lunghezza della coda tra 16,2 e 37 mm, la lunghezza del piede tra 9 e 12 mm, la lunghezza delle orecchie tra 18 e 23 mm e un peso fino a 23 g.

### Aspetto
La pelliccia è lunga, soffice, densa e vellutata. Le parti dorsali sono bruno-grigiastre con la base dei peli più chiara, il muso è più chiaro con una maschera intorno agli occhi più scura, mentre le parti ventrali bianche. Le orecchie sono relativamente corte. La foglia nasale presenta una lancetta affusolata con i bordi quasi paralleli e l'estremità smussata, un processo connettivo triangolare e una sella priva di peli, con i bordi paralleli, l'estremità larga, arrotondata e piegata in avanti. La porzione anteriore è stretta e con un incavo centrale alla base superficiale. Le membrane alari sono bruno-grigiastre, la prima falange del quarto dito è relativamente corta. La coda è lunga ed inclusa completamente nell'ampio uropatagio. Il primo premolare superiore è situato al di fuori della linea alveolare. Il cariotipo è 2n=58 FNa=60, 64 nella popolazione della Romania e dell'Azerbaigian.

### Ecolocazione
Emette ultrasuoni ad alto ciclo di lavoro con impulsi di lunga durata a frequenza costante di 105–112 kHz.

## Biologia

### Comportamento
Si rifugia all'interno di grotte e fessure rocciose dove forma grandi colonie fino a 5.000 individui, spesso insieme al ferro di cavallo maggiore, il vespertilio maghrebino e il miniottero comune. Entra in ibernazione in inverno durante il quale si sposta nei ricoveri verso le entrate, mentre in estate le femmine formano vivai. Emette vocalizzazioni udibili dall'uomo. L'attività predatoria inizia la sera. Il volo è lento ed altamente manovrato, caratterizzato da brevi planate. È una specie sedentaria.

### Alimentazione
Si nutre di lepidotteri e in misura minore di coleotteri e ditteri catturati nella vegetazione od occasionalmente anche al suolo.

### Riproduzione
Danno alla luce un piccolo alla volta a maggio o giugno. Le femmine raggiungono la maturità sessuale a tre anni, i maschi a due. L'aspettativa di vita è fino a 12 anni.

## Distribuzione e habitat
Questa specie è diffusa in maniera frammentata nella Penisola iberica, Europa sud-orientale, Africa settentrionale dal Marocco al delta del Nilo in Egitto e nel Medio oriente fino all'Afghanistan. In Italia è presente soltanto in Sardegna e nella parte orientale della Sicilia.
Vive nella vegetazione mediterranea, boschi e foreste montane, radure e boscaglie semi-desertiche fino a 2.000 metri di altitudine.

## Tassonomia
Sono state riconosciute due sottospecie:
- R.m.mehelyi: Portogallo, Spagna meridionale, Sardegna, Sicilia orientale, Slovenia, Bosnia ed Erzegovina, Montenegro, Macedonia, Serbia, Grecia, Bulgaria, Romania, Moldavia, Turchia, Armenia, Azerbaigian, Georgia, Cipro, Russia sud-occidentale, Israele, Giordania occidentale, Siria settentrionale, Iraq, Iran occidentale, Afghanistan;
- R.m.tuneti (Deleuil & Labbe, 1955): Marocco, Algeria e Tunisia settentrionali, Libia nord-orientale, Delta del Nilo.

## Conservazione
La IUCN Red List, considerato il declino della popolazione stimato del 10% negli ultimi 10 anni a causa dell'interferenza umana nei rifugi, classifica R.mehelyi come specie vulnerabile (VU).